# Randal Reeder
Randal Reeder (Pasadena, 27 novembre 1971) è un attore statunitense.

## Filmografia

### Cinema
- Un alibi perfetto (Beyond a Reasonable Doubt), regia di Peter Hyams (2009)
- Dylan Dog - Il film (Dylan Dog: Dead of Night), regia di Kevin Munroe (2010)
- Mordimi (Vampires Suck), regia di Jason Friedberg e Aaron Seltzer (2010)
- The Courier regia di Hany Abu-Assad (2012)
- Deadpool, regia di Tim Miller (2016)
- Deadpool 2, regia di David Leitch (2018)
- Deadpool & Wolverine, regia di Shawn Levy (2024)

### Televisione
- E.R. - Medici in prima linea (ER) 1 episodio - serie TV (2005)
- Castle - Detective tra le righe (Castle) Stagione 3, Episodio 4 - serie TV (2010)

## Doppiatori italiani
- Raffaele Palmieri in Castle